# مرتحل عالمي
مُرتَحِل عالمي أو مُتَنَقِّل عالمي أو جَوّال عالمي هو شخص يعيش نمط حياة متنقل وعالمي. يهدف المرتحلون العالميون إلى العيش في موقع مستقل، والسعي إلى الانفصال عن مواقع جغرافية معينة وفكرة الانتماء الإقليمي.

## الأصوال واستخدام المصطلح
كان المُتنقلون يشير في الأصل إلى الأشخاص الرعويين الذين يتبعون قطيعهم حسب المواسم. على عكس المُتنقلون الرحل، يسافر الرحل العالميون وحدهم أو في أزواج وليس مع العائلة والثروة الحيوانية. كما يسافرون في جميع أنحاء العالم وعبر طرق مختلفة ، في حين أن المُتنقلون التقليديين لديهم نمط حركة سنوي أو موسمي ثابت. على الرغم من أن الرعاة هم أيضًا مسافرون محترفون ، إلا أنهم يتحركون لمسافات قصيرة نسبياً ، معظمهم يمشون أو يركبون الحمير والخيول والجمال.
وقد أتاح السفر الجوي وتكاثر تكنولوجيات المعلومات والاتصالات مزيدًا من الفرص للمسافرين العصريين ، كما شاركوا في مجموعة واسعة من الأشخاص في أساليب الحياة المتجولة.
بالإضافة إلى المسافرين في موقع مستقل، كما استخدمت عبارة عن ظهورهم ، والمهاجرين نمط الحياة و الأطفال الثقافة الثالثة (الشباب كثيري التنقل والأطفال المغتربين) لتسليط الضوء على مجموعة وتيرة سفرهم.
المصطلح حديثًا نادرًا ما كان يتم مواجهته قبل عام 2000.

## نمط الحياة
يتميز نمط حياة الرحل العالمي بالحركة العالية.
يسافرون من بلد إلى آخر دون منزل أو وظيفة دائمة ؛ روابطهم مع بلدهم الأصلي قد خففت أيضا قد يبقون في أي مكان من بضعة أيام إلى عدة أشهر ، ولكن في النهاية سوف يستمرون دائمًا. كثير منهم يمارسون بساطتها من أجل دعم تحركاتهم المتكررة. بدلا من المال والممتلكات ، فإنها تركز على الخبرات والسعادة والرفاهية.
يعمل معظمهم فقط عند الضرورة. العديد منهم لديهم مهن مستقلة عن الموقع في مجالات مثل تكنولوجيا المعلومات والكتابة والتدريس والحرف اليدوية.
معظم البدو العالميين يأتون من الدول الغربية. إنهم يتمتعون بامتيازات الحصول على الموارد المالية للتحرك (إما من خلال المدخرات أو عن طريق تلقي المعاش) ، أو لديهم المهارات اللازمة للعمل على الطريق. كما يحمل البدو العالميون جوازات سفر تسمح لهم ، بشكل أو بآخر ، بالتنقل بحرية.
.
يتحدى أسلوب حياة الرحل العالمي العديد من المعايير والمثل العليا المهيمنة في المجتمعات الغربية ، بما في ذلك ملكية المنازل ، وتراكم الثروة ، والقومية ، وفكرة التأصل في مكان واحد. ومع ذلك ، يعتمد أسلوب حياتهم أيضًا على جواز سفر صادر عن الدولة يحتاجونه لرحلاتهم. ولذلك ، فإن البدو العالميين في وضع متناقض: لممارسة الحركات المتطرفة ، يجب أن يحتفظوا بأرض الوطن.